# 나가사키 해군 전습소

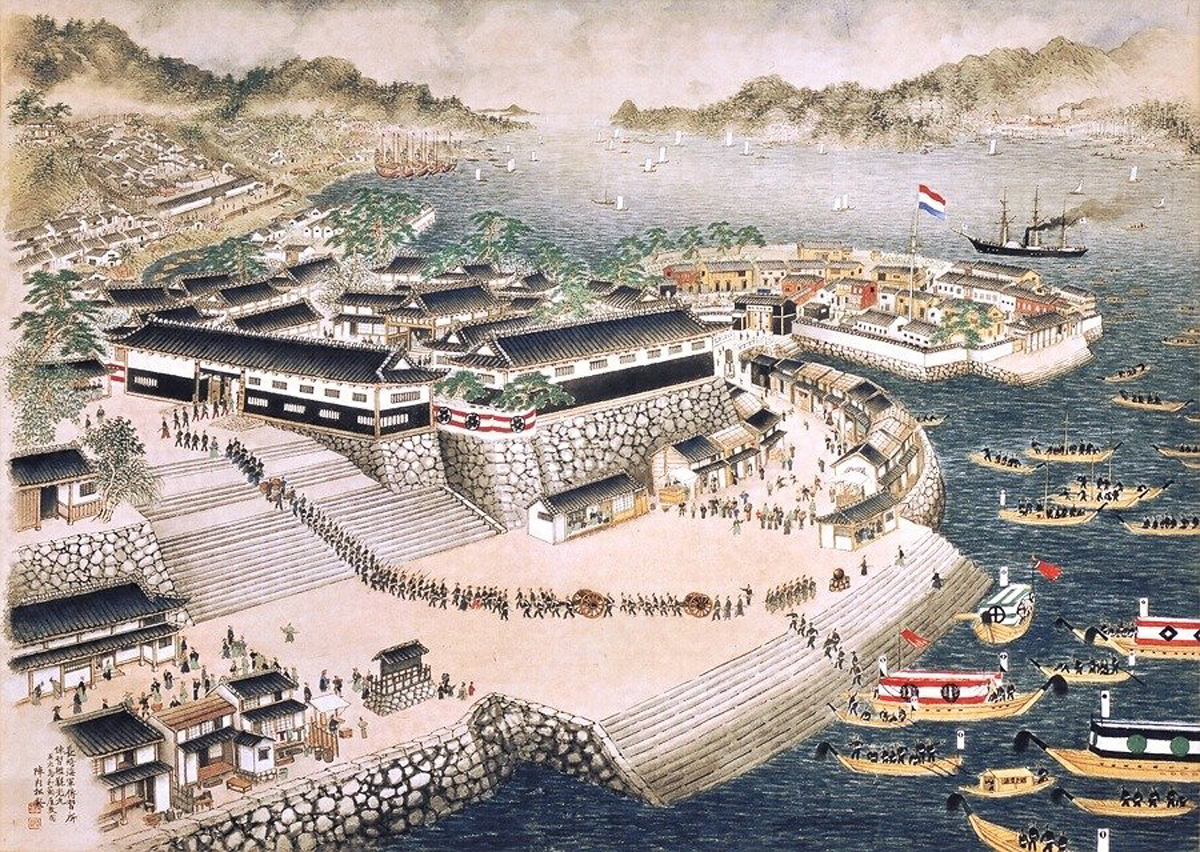
나가사키 해군 전습소 (19세기 그림)

나가사키 해군 전습소(長崎海軍伝習所)는 1855년 안세이 2년에 에도 막부가 해군장교양성을 위해 나가사키 서쪽 관공서(현재의 나가사키 현청)에 설립한 교육 기관이다. 막신과 웅번의 번사 중에서 선발하여 네덜란드 군인 교관에 난학(난방의학)과 항해술 등 여러 과학을 배우도록 했다. 쓰키지의 군함조련소의 정비 등에 의해 1859년 안세이 6년에 폐쇄되었다.

## 개요
흑선 내항 후 해안 방어체제 강화를 위해 서양식 군함의 수입 등을 결정한 에도 막부는 네덜란드인 관장의 권유로 막부 해군 장교를 양성하는 기관 설립을 결정했다. 네덜란드 해군에서 교관 파견 등을 약속하어 펠스 라이켄 이하의 제1차 교관단 이후 빌렘 호이센 판 캇텐디케 이하의 제2차 교관단이 파견되었다. 또한 연습선으로 증기선 ‘간코마루’를 기증받았다.
당면 목표는 네덜란드에 발주한 증기선 2척(이후 ‘간린마루’, ‘초요마루’) 분의 승무원 양성이었다. 그래서 1855년 안세이 2년에 1기생으로서 막부 전습학생 37명이 입학했다. 또한, 나가사키 등 개항 지역의 연안 경비 요원의 요청도 급선무였기 때문에, 다음 해 1856년에는 제2기생으로서 나가사키 지역 관리 등으로 이루어진 막부 전습생 12명이 임시로 추가되었다. 그후 근대적 해군병학교(사관학교)에서는 젊은 단계부터 사관을 양성해야 한다는 방침에서 제3기생부터는 젊은 자녀 중심으로 26명이 입교했다.
또한 막부 전습생 이외에 여러 번의 전습생의 수용도 이루어졌다. 1855년에 총 128명(사쓰마번 16명, 히고 번 5명, 치쿠젠 번 28명, 조슈번 15명, 사가번 47명, 쓰번 12명, 후쿠야마 번 4명, 카케가와 번 1명)이 전습(=훈련)을 받았다. ‘간린마루’와 동형의 ‘데류마루’(電流丸)를 주문했던 사가번 출신이 가장 많았고, 활동도 활발했다.
쓰키지에 군함조련소가 신설되면서 1857년 3월에 총감 나가이 나오유키를 시작으로 다수의 막부 전습생이 쓰키지에 교원으로 이동했다. 따라서 나가사키 해군 전습생은 45명 정도 줄었다. 그 후, 에도에서 나가사키 해군 전습소를 유지하는데 재정 부담이 큰 문제로 부상하여 막부의 해군 장교 양성을 군함조련소로 일원화하게 되었다. 1859년에 나가사키 해군 전습소는 폐쇄되었고, 네덜란드인 강사는 본국으로 돌아갔다. 나가사키 해군 전습소 폐쇄 후 연습선 ‘간코마루’는 사가 번에 대여되어 미에쓰해군소(三重津海軍所)로 계속 운영되었다. 나가사키 해군 전습소 졸업생들은 막부 해군과 각 번의 해군, 심지어는 메이지 유신 이후 일본 해군에서도 활약했다.
나가사키 해군 전습소 폐쇄 후 막부 해군은 외국인 교관으로부터 본격적인 훈련을 받지 못했다. ‘후지산 마루’ 배포시 프랑스 군함 승무원으로부터 임시 지도를 받거나(일명 : 요코하마 전습) 하코다테 봉행소가 독자적으로 외국인 선원으로부터 지도를 받는 정도였다. 유일하게 게이오 연간에 영국 해군으로부터 본격적 훈련이 계획되어 게이오 4년 1868년 1월 시작예정이었으며, 트레이시 중령 이하 12명의 교관단을 초청했지만, 대정봉환, 왕정복고에 의해 실현되지 못하고 끝났다.

## 내용
단순히 군함의 기동 등을 배울 뿐만 아니라 조선이나 의학, 어학 등 다양한 교육이 이루어졌다. 예를 들어, 폼페 반 미르데볼트(Pompe van Meerdervoort)에 의한 의학 교육은 물리학, 화학에 기초를 둔 일본의 근대 의학의 시초가 되었다. 파생된 나가사키 양생소, 나가사키 영어 전습소는 이후 나가사키 대학의 기초가 되었다.
병설된 아크라 선박 수리공장(飽浦修船工場), 나가사키 제철소는 나가사키 조선소의 전신이 되었다.

## 연습
연습선으로는 네덜란드에서 기증된 ‘간코마루’를 원점으로 새로 건조를 위탁한 ‘간린마루’, ‘초요마루’도 도착 후 사용되었고, 범선 ‘호쇼마루’(鵬翔丸)도 구입했다. 또한 조선 실습을 겸해 ‘나가사키 형’(瓊浦형,玉浦형, 콧토루 선)이라는 소형 선박도 건조하여 완성 후 항해 연습에 사용했다. 또한, 막부 전습생이 ‘나가사키 형’을 건조하자, 사가 번 전습생도 이에 대항하여 동급 선박 ‘아시타카제마루’(晨風丸)를 건조했다.

## 간부

### 총감
- 나가이 나오유키
- 기무라 가이슈

### 교관
- 항해술, 운용술 : 펠스 라이켄 (Pels Rijcken)
- 항해술, 포술, 측량술 : 호이센 반 캇텐디케 (Huijssen van Kattendijke)
- 의학, 화학 : 폼페 반 미르데볼트(Pompe van Meerdervoort)
- 의학, 화학 : 반 덴 브룩(Jan Karel van den Broek)
- 조선학, 포술: 스가라웽
- 선구학, 측량학 : 에구
- 산술 : 데 용
- 기관학 : 도루니키스
- 기관학 : 에후에라루스

### 제1기생(1855년)
- 총감 : 나가이 나오유키
- 교수 : 펠스 라이켄
- 막신
  - 가쓰 가이슈, 얏타 보리코, 나카지마 사부로스케, 사사쿠라 토다로, 이시이 슈조, 오노 토모고로, 하루야마 벤조, 와마구치 오키에몬, 이와타 에이사쿠

## 같이 보기
- 고베 해군 훈련소